# Oslavia
Oslavia (friuliul Oslavie, szlovénul Oslavje) Gorizia olasz város településrésze, kis falu 641 lakossal (2007 végi adat szerint).
A városközponthoz képest az Isonzón túl, nyugatra, a jobb parton található, a várostól mintegy két kilométerre, a Goriška brda dombvidék (olaszul Collio) keleti szegélyén, a San Floriano del Collióba vezető úton.
Ez egyben a zömében Szlovéniában elterülő Brdai borvidék szegélye is. Oslavia gazdasága főképp a bortermelésen alapszik.

## Az első világháborúban

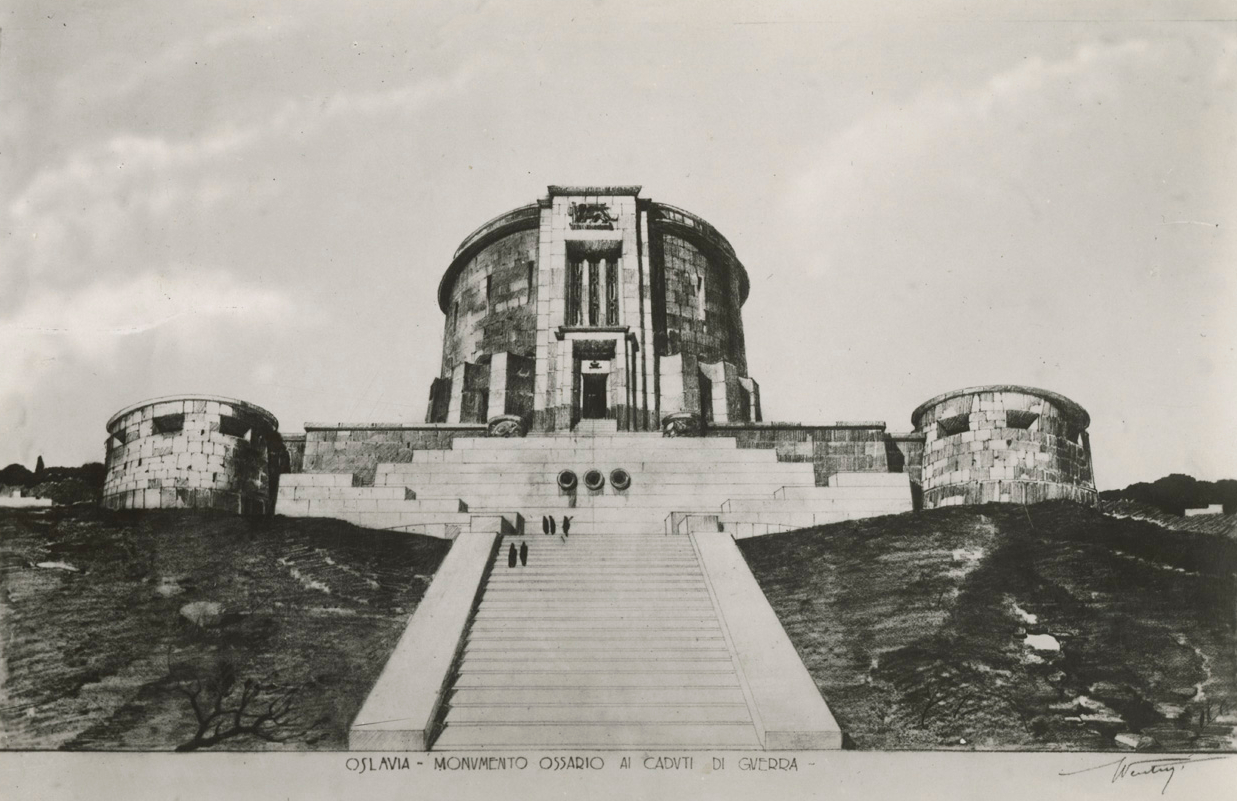
Az áldozatok szentélye felé.

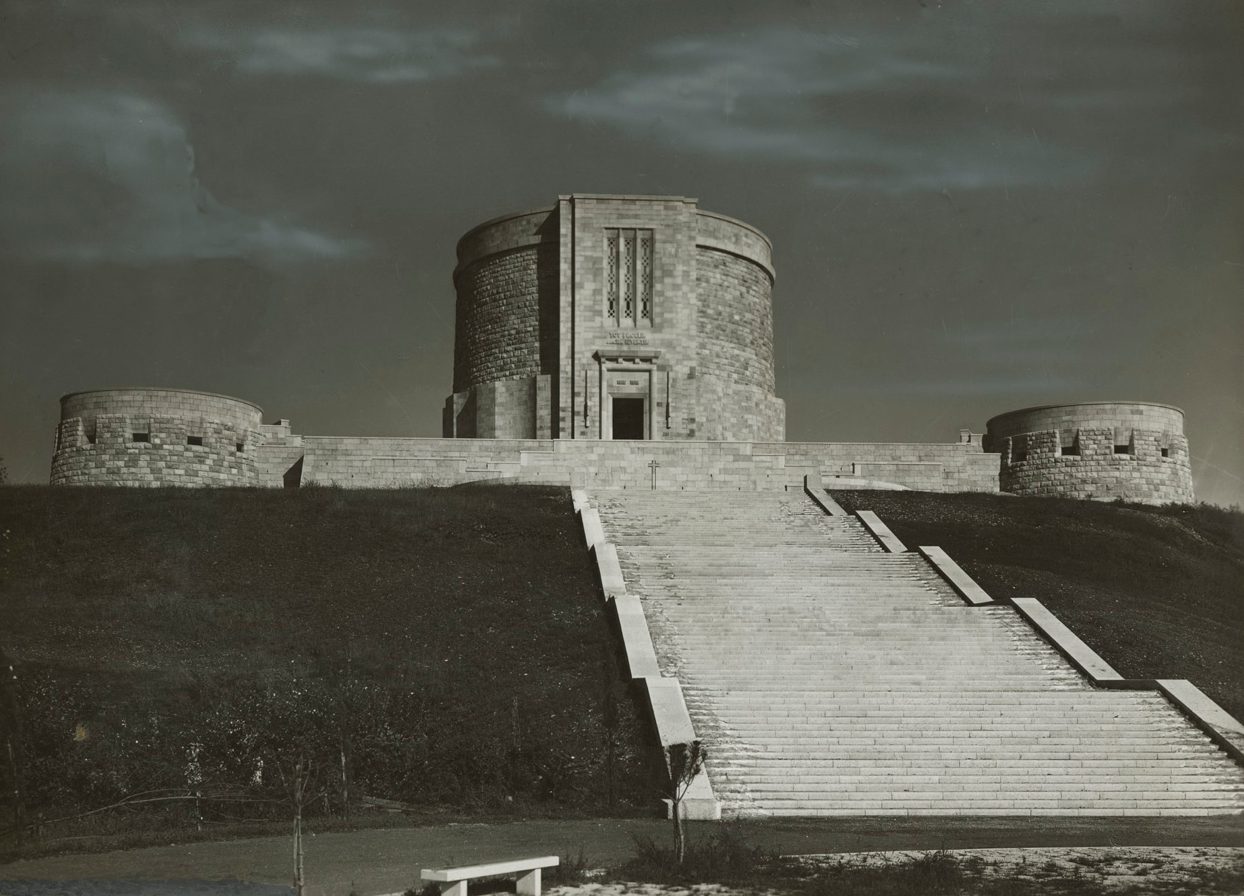
A síremlék egy régi fotón.

Oslavia főképp első világháborús sírszentélyéről ismert. Az emlékművet 1938-ban építették, Ghino Venturi tervei alapján az első világháborús goriziai csaták áldozatainak. 57 741 katona maradványai nyugszanak itt, közülük 36 ezer kiléte nem ismert. Túlnyomó többségük olasz, de 540-en itt nyugszanak az Osztrák–Magyar Monarchia katonái közül is. 
Az itt nyugvó katonák közül 14-en voltak a legmagasabb olasz katonai kitüntetés, a Medaglia d'oro al valor militare birtokosai, köztük Achille Papa tábornok és Italo Stegher százados, akik mindketten a Banjšice-fennsíkon estek el, és a síremlék központi részében vannak eltemetve.

Az emlékmű megépítése előtt a katonák maradványainak egy része a Négy Tábornok temetőben volt elhelyezve Oslaviában, a 172 méteres magasságban, ahol véres harcok folytak a háborúban. Ebben a temetőben 1686 olasz katona nyugodott, köztük négy tábornok (Achille Papa, Ferruccio Trombi, Nicola Tancredi és Alcoo Cattalochino).
A sírszentélyben minden augusztus 8-án szertartást tartanak az 1916-os összecsapás áldozatainak emlékére. (Hatodik isonzói csata.)

## Fordítás
Ez a szócikk részben vagy egészben  az   Oslavia című olasz Wikipédia-szócikk ezen változatának fordításán alapul.  Az eredeti cikk szerkesztőit annak laptörténete sorolja fel. Ez a jelzés csupán a megfogalmazás eredetét és a szerzői jogokat jelzi, nem szolgál a cikkben szereplő információk forrásmegjelöléseként.